# 오쿠 마나미
오쿠 마나미(일본어: 奥 真奈美, 1995년 11월 22일 - )는 일본 여성 아이돌 그룹 AKB48의 팀B의 전 멤버.
도쿄도 출신, 팀A,K,B를 통틀어서 최연소(연구생 제외)이며, 이탈리아인 아버지와 일본인 어머니 사이의 혼혈이다.

## 텔레비전 드라마
- TV 도쿄 드라마 24 《마지스카 학원》... 마나마나 역